# Sven Sandberg

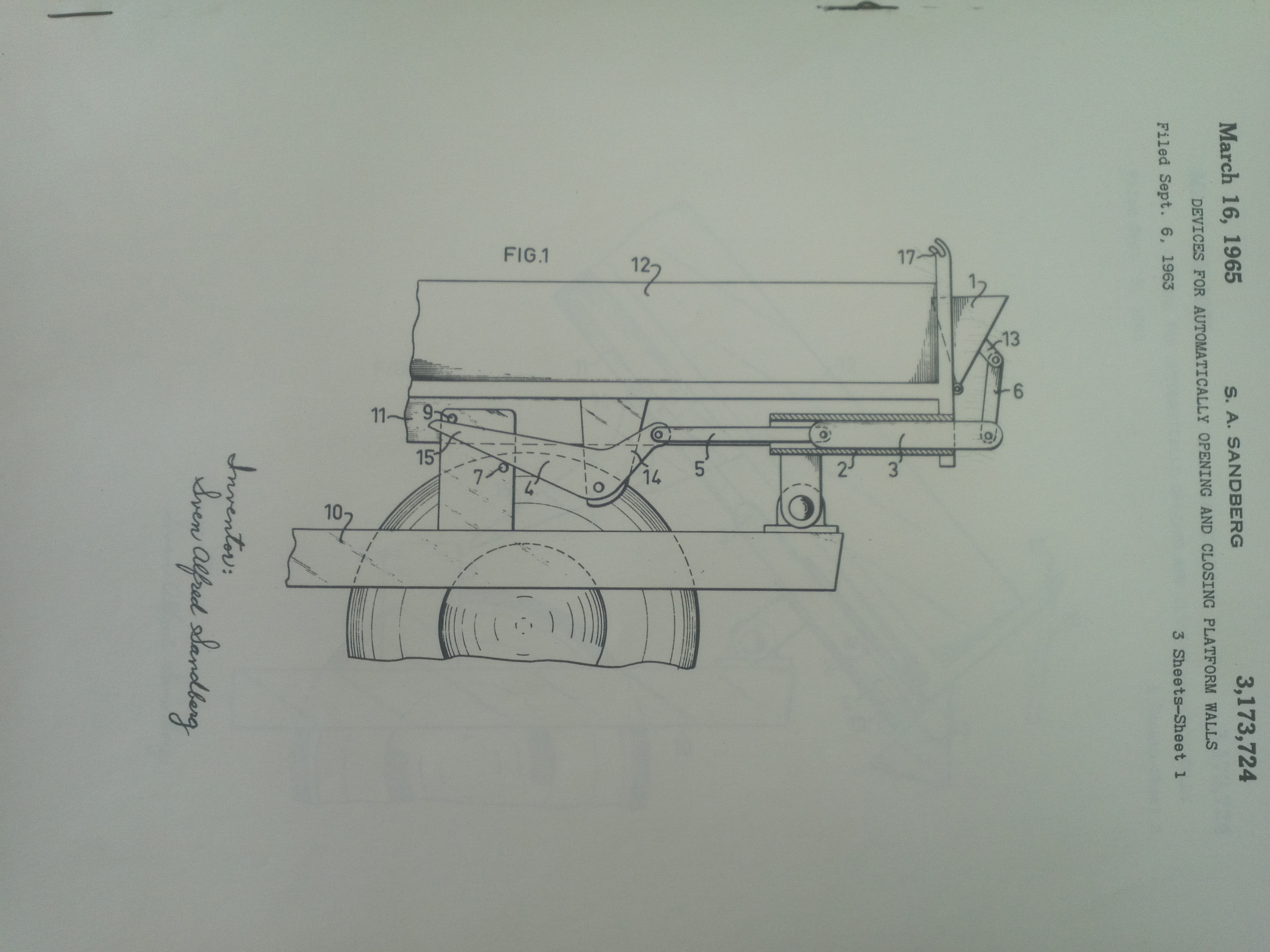
Device for automatically opening and closing platform walls

 Sven Alfred  Sandberg, född 3 januari 1917 i Murtorp under Yxtaholm, Lilla Mellösa församling, Södermanlands län, död 10 april 1994 i Nyköping?, folkbokförd och begravd Mellösa församling, Flen,Södermanlands län, var en svensk uppfinnare. 
Sven Sandberg var torparson och självlärd. Han arbetade som traktor- och bilmekaniker. Han kom på idén att utnyttja lastflakets egen rörelse för att med en pistong under flaket automatiskt öppna och stänga baklämmen. Uppfinningen förenklade tömningen av lastflakets innehåll och innebar en hög standardförbättring av lastbilsföraryrket, föraren behövde inte längre lämna förarhytten för att öppna lastflaket. Uppfinningen världspatenterades UK Pat No 985870, US Pat No 3,173,724, Canada Pat No 730597 m.fl, och är nu standard på alla lastfordon med tippfunktion.